# トッラルバ
トッラルバ（イタリア語: Torralba）は、イタリア共和国サルデーニャ自治州サッサリ県にある、人口約1,000人の基礎自治体（コムーネ）。

## 地理

### 位置・広がり

#### 隣接コムーネ
隣接するコムーネは以下の通り。
- ボンナーナロ
- ボノルヴァ
- ボルッタ
- ケレームレ
- ジャーヴェ
- モーレス